# Fosfodiesterasa 9
La fosfodiesterasa 9 (PDE9A) (EC 3.1.4.35) es una enzima que cataliza la reacción de hidrólisis del fosfato cíclico del guanosín monofosfato cíclico (cGMP). 
cGMP + H2O {\displaystyle \rightleftharpoons } GMP
Esta enzima es uno de los 11 tipos de fosfodiesterasas cíclicas conocidos (PDE1-PDE11). En el ser humano se conoce una isozima de esta proteína (PDE9A) y dieciséis isoformas. Participa en la transducción de señales regulando la concentración intracelular del cGMP.
La enzima se compone de un dominio catalítico C-terminal y de un dominio regulador N-terminal. Como cofactor utiliza dos cationes metálicos divalentes por subunidad cuyos sitios de unión se encuentra en el dominio catalítico. El sitio de unión 1 se une preferentemente a iones zinc, mientras que el sitio 2 tiene como preferencia los iones magnesio y/o manganeso. La enzima es inhibida por el zaprinast.
La isoforma PDE9A1 se localiza en el aparato de Golgi y en el retículo enplasmático. La isoforma PDE9A2 se localiza en la región perinuclear. Las isoformas PDE9A3 y PDE9A17 se localizan en el retículo endoplasmático. La enzima se expresa en muchos tejidos (testículos, cerebro, intestino delgado, músculo esquelético, corazón, pulmones, timo, bazo, placenta, riñón, hígado, páncreas, ovarios y próstata) excepto en la sangre. Los mayores niveles de expresión se dan en el cerebro, riñón, bazo, próstata y colon. La isoforma PDE9A12 se encuentra en la próstata.